# Tour de León
Ne doit pas être confondu avec Tro Bro Leon.
Le Tour de León (en espagnol : Vuelta a León) est une course cycliste par étapes espagnole disputé dans la province de León.
Créé en 1990,, il fait partie de l'UCI Europe Tour en catégorie 2.2 entre 2005 et 2013. Durant cette période, il est par conséquent ouvert aux équipes continentales professionnelles espagnoles, aux équipes continentales, à des équipes nationales et à des équipes régionales ou de clubs. Les UCI ProTeams (première division) ne peuvent pas participer. Depuis 2014, la course ne fait plus partie du calendrier UCI.

## Palmarès
| Année | Vainqueur              | Deuxième                 | Troisième                |
| ----- | ---------------------- | ------------------------ | ------------------------ |
| 1990  | Fernando Ferrero       |                          |                          |
| 1991  | Oleg Kastchenko        |                          |                          |
| 1992  | Manuel Fernández Ginés |                          |                          |
| 1993  | Miguel Ángel Peña      |                          |                          |
| 1994  | José Francisco Jarque  |                          |                          |
| 1995  | Ginés Salmerón         |                          |                          |
| 1996  | José Enrique Gutiérrez |                          |                          |
| 1997  | Gustavo Otero          |                          |                          |
| 1998  | Sergueï Lelekin        | Pedro Jiménez            |                          |
| 1999  | Domenico Romano (it)   |                          |                          |
| 2000  | Ramón Quesada          |                          |                          |
| 2001  | Egoi Martínez          | Lander Euba              | Pavel Kavetsky (en)      |
| 2002  | Francisco Palacios     | Héctor Guerra            | Aitor Pérez Arrieta      |
| 2003  | Javier Ramírez Abeja   | Jaume Rovira             | Joaquín Ribeiro          |
| 2004  | Víctor García          | Ángel Vallejo            | Víctor Gómez             |
| 2005  | Enrique Salgueiro      | Diego Gallego            | Juan José Abril          |
| 2006  | José Antonio Carrasco  | Alberto Martos           | José Cánovas Padilla     |
| 2007  | Miyataka Shimizu       | Yukiya Arashiro          | Víctor Gómez             |
| 2008  | Wout Poels             | Fabio Terrenzio          | David Belda              |
| 2009  | David Belda            | Freddy Montaña           | Luca Zanasca             |
| 2010  | Ángel Vallejo          | Enrique Salgueiro        | Junya Sano               |
| 2011  | Marc Goos              | Jonathan Tiernan-Locke   | Josué Moyano             |
| 2012  | José Belda             | Ángel Vallejo            | Sergey Belykh            |
| 2013  | Jordi Simón            | Merhawi Kudus            | Ever Rivera              |
| 2014  | Aritz Bagües           | Juan Ignacio Pérez       | Adrià Moreno             |
| 2015  | Cristian Rodríguez     | Jorge Arcas              | Sergio Rodríguez         |
| 2016  | Wolfgang Burmann       | Antonio Jesús Soto       | Óscar González del Campo |
| 2017  | Willie Smit            | Juan Antonio López-Cózar | Roberto Méndez           |
| 2018  | Óscar González Brea    | Anatoliy Budyak          | Nicolás Sáenz            |
| 2019  | Alessandro Fancellu    | Sergio Araiz             | Ådne Holter              |